# Regiomontan
Johannes Müller Königsberžan Regiomontan (latinsko Regiomontanus), nemški matematik in astronom, * 6. junij 1436, Unfinden pri Königsbergu, škofija Mainz, Bavarska, Nemčija, † 6. julij 1476, Rim, Italija.
Regiomontan je bil von Peurbachov (1423–1461) pisar in učenec. Njegov psevdonim izhaja iz latinizirane oblike »Königsberga« de Regio monte (»Kraljeva gora«), skrajšano v Regiomontan.

## Življenje in delo
Bil je čudežni otrok. Z 11. letom je postal študent v Leipzigu, z 12. letom je napisal letopis, poln težkih astronomskih računov o gibanju planetov. Ta njegov rokopis še kaže vso otroškost pisave. S 14. letom je leta 1450 prišel na Dunaj, poslušat von Peurbachova matematična predavanja. Obenem je preračunal čase za leto 1451 in postal s 15. letom dvorni astrolog rimsko nemškega cesarja Friderika III. (1415–1493), kar je bila za nekatere velika čast. Iz zvezd je prebral usodo cesarjeve neveste Lenore Portugalske, sicer napačno, ampak to so opazili šele kasneje.
Verjetno je bil najpomembnejši evropski matematik 15. stoletja. Bil je deležen treh svetovnih slav. Najprej si je zagotovil svetovno slavo kot največji astronom svojega stoletja, poznejši svet pa mu je dodelil še drugo svetovno slavo, zdaj pač nezasluženo, slavo največjega astrologa zahodnega sveta.
Regiomontan je po arabskem vzoru izdelal precej merilnih inštrumentov, med njimi planisferni astrolab in torkvet. Z uporabo polosi, vzporedne zemeljski vrtilni osi in nagnjene proti površini sončne ure za kot zemljepisne širine določenega kraja in vgrajenim kompasom so razširili uporabnost sončne ure na vse Zemeljske širine, tako da so jih lahko uporabljali tudi na potovanjih. V začetku so jih izdelovali samo astronomi, pozneje pa so jih izdelovali mnogi rokodelci.
Regiomontan je po von Peurbachovi zgodnji smrti papežu Pavlu II. (papež 1464–1471) podaril eno od takšnih žepnih sončnih ur z vgrajenim kompasom in reliefnim portretom papeža. Leto 1509 velja kot izum ure. Leta 1510 pa se je 20 nürnberških izdelovalcev sončnih ur združilo v ceh, ki je obstajal vse do konca 18. stoletja. Glavni središči izdelovalcev prvih ur sta bila Nürnberg in Augsburg, takšnim uram pa so rekli tudi nürnberški kompasi. V tem času so se pojavili na urah tudi minutni kazalci. Pozneje so z njegovim in von Peurbachovim postopkom preskušali natančnost ur, ki so medtem postale že zelo natančne.
Večno v denarnih stiskah, je von Peurbach preračunaval letopise in tabele mrkov. Leta 1438 je papež Evgen IV. (papež 1431–1447) poslal Kuzanskega v Konstantinopel, da bi zaradi Turkov, ki so grozili mestu, pomagal spraviti obe krščanski cerkvi. Kuzanskemu to ni uspelo, dobil pa je mnogo več. V Konstantinoplu je našel neprecenljivo število starih grških rokopisov. Veliko jih je vzel s seboj v Italijo. Spoznal pa je tudi grškega vladiko v Nikeji, arhiepiskopa Ivana Bessariona (ali pa tudi Visariona) (1403–1472). Bessarion je pozneje spremljal bizantinskega cesarja Ivana VIII. Paleologa v Ferraro, da bi na koncilu pomagal združiti grško in rimsko cerkev, namesto tega pa je pod vplivom Kuzanskega prestopil k rimskokatoliški cerkvi. Ostal je v Italiji in pomagal v Evropi razširjati grško književnost, saj je bil odličen poznavalec grškega jezika. Evgen IV. ga je povzdignil tudi v kardinala. Leta 1447 so v Italijo prišli tudi prvi begunci iz ogroženega Konstantinopla in drugih dežel, ki so jih osvajali Turki. Pri papežu Nikolaju V. (papež 1447–1455), ki je nasledil Evgena IV., so v Italiji našli zavetišče. Njegova prva pomočnika sta bila prav Kuzanski in Bessarion. V Rim je Bessarion prinesel svojo knjižnico, v kateri je hranil 746 starih rokopisov, med njimi 482 izvirnih grških. Imel je rokopise od Arhimeda, Apolonija, Evklida, Diofanta, Ptolemeja in drugih. Ko je bil Bessarion že kardinal in papeški nuncij v Rimu, je obiskal von Peurbacha in ga povabil v Italijo, da bi mu pomagal s svojimi nasveti med prevajanjem izvirnega Almagesta iz grščine, saj je bil v Evropi znan le v slabem in nepopolnem latinskem prevodu, narejenem po arabski predelavi al-Hadžadža ibn Jusufa (786–833) iz leta 827, ki ga še hranijo v Leidenski univerzitetni knjižnici in po še zgodnejšem sirskem prevodu Tabita ibn Kore (826–901). Kmalu so Bessarion in drugi poznavalci grščine po teh zgodnjih prevodih iz arabščine spoznali, da so nepopolni in popačeni, ker prevajalci niso znali dovolj arabščine tako, da so jim morali pomagali Moriski, pokristjanjeni španski Arabci. Med Regiomontanovimi in Bessarionovimi učitelji je bil tudi grško bizantinski humanist Georgij Gemist Pleton (1396–1484) iz Trebizonda (Trapezunta), ki je razlagal Platonovo filozofijo.
Nazadnje je revni von Peurbach dobil od kardinala Bessariona dobro plačano naročilo, da napiše tolmač k Almagestu, toda preden je utegnil dokončati prvih 6 knjig Izvlečka iz (priročnika) Almagesta ali Epitama (Epitome, Epitomata) (Epytoma in almagesti ptolemei), je umrl. Na smrtni postelji je prosil svojega najljubšega učenca Regiomontana, da konča začeto delo. Dunajčani, ki so toliko svojih avtorjev pustili umreti od gladu in so jih potem po smrti na vsa usta slavili, so ga pokopali v katedrali svetega Štefana. Po von Peurbachovi nenadni smrti je vzel Bessarion leta 1461 s seboj v Italijo Regiomontana in mu naložil, naj zbira antične rokopise in da napiše svojo trigonometrijo.
Regiomontan se je v Rimu še bolj naučil grščine, da bi lahko bral Ptolemeja v izvirniku. Nadaljeval in leta 1463 je končal von Peurbachov prevod iz grščine in tolmač Ptolemejevega Almagesta, prevedel pa je tudi Apolonija, Herona in najtežjega od vseh, Arhimeda. Uspešno je opravil obe Bessarionovi prošnji in se je dolgih 7 let potikal iz kraja v kraj in iskal grško zapuščino. Med drugim je obiskal Grčijo in Padovo ter Benetke.
Njegovo delo Pet knjig o poljubnih trikotnikih (De triangulis omnimodis libri quinque), (1464, Benetke, tiskano ni bilo do leta 1533) je prva knjiga v zgodovini, ki je namenjena izključno trigonometriji. To je popoln uvod v trigonometrijo, ki se od današnjih del razlikuje predvsem v dejstvu, da takrat še ni obstajala naša prikladna pisava. Vsebuje tudi sinusov izrek za sferni trikotnik. Še vedno je bilo treba vse izreke izraziti z besedami. Od tedaj je, lahko rečemo v Evropi trigonometrija znanost, neodvisna od astronomije. Nekaj podobnega je v 13. stoletju naredil Nasir at-Tusi, toda njegovo delo ni imelo za posledico nobenega napredka in je ostal osamljen, medtem ko je Regiomontanova knjiga globoko vplivala na nadaljnji razvoj trigonometrije in njene uporabe v astronomiji in algebri. V knjigi je Regiomontan uporabil algebrske postopke za reševanje splošnih problemov v zvezi s trikotniki. Prvi v Evropi je proučeval tudi Diofantovo algebro. Mnogo truda je vložil tudi v računanje trigonometričnih tabel. Sestavil je tabele sinusov z razmikom 1' pri polmeru 10.000.000 (60.000) za sinus (sin 90° = 10.000.000) in 100.000 za tangens (tg 45° = 100.000). V tiskani obliki so izšle šele po njegovi smrti leta 1490.
Od leta 1467 do 1471 je bil profesor za matematiko in knjižničar na novo ustanovljeni univerzi v Požunu, prvi na Ogrskem, in je kupoval knjige in grške rokopise za kralja Ogrske in Češke Matijo I. Korvina (1440–1490), ki je bil suženj astrologov. Dvorni astrolog Martin Ilkuš je pozneje podaril krakovski univerzi njegove knjige. Kmalu po Regiomontanovem prihodu je kralj zbolel in so mu napovedali skorajšnjo smrt. S svojimi 'astrološkimi' izkušnjami je enačil bolezen le kot slabost srca zaradi nedavnega mrka. Kralj je ozdravel in ga nagradil.
Od leta 1468 do 1471 je Regiomontan sestavljal astronomske efemeride na dunajski univerzi. Kot prve tiskane tabele so izšle leta 1474 z naslovom Efemeride (Ephemerides). Zamenjale so zastarele Alfonsove planetne tabele. Na dunajski univerzi sta ga spoznala tudi naša Bernard Perger (okoli 1440–1501) osebno in Andrej Perlah (1490–1551) po snovi. Njegove Efemeride z vsakodnevnimi položaji planetov za več let, so bile že nekaj let pozneje po zaslugi nürnberškega popotnika, geografa in kozmografa Martina Behaima (1459–1507), ki je zgradil prvi globus Zemlje, po vsem svetu znane in slavne, saj so mnoge pomorščake kot Balboo, Cabota, Cabrala, Cartierja, Covilha, Diasa, da Gamo, Gomeza, Kolumba, Magellana, da Verrazana in Vespuccija varno vodile po svetovnih morjih.
Spomladi leta 1471 je Regiomontan sprejel povabilo svojega prijatelja in učenca Bernharda Waltherja (1430–1504), bogatega nürnberškega patricija, ki je pozneje leta 1489 prvi določil astronomsko refrakcijo iz opazovanj. Leta 1491 in 1504 je Walther opazoval tudi Merkur in meril njegovo lego. Njegovi podatki so kasneje služili Koperniku, ki Merkurja zaradi slabega in meglenega severnega vremena ob Visli ni mogel opazovati. V tem svobodnem cesarskem mestu, polnem urarjev, humanistov in znanstvenih poročil z vsega sveta, se je Regiomontan naselil pač zaradi dobrih svetovnih trgovinskih zvez. V observatoriju, prvem v Evropi, ki ga je Walther zanj zgradil v Cvetlični ulici, je Regiomontan leta 1472 skupaj z Waltherjem že opazoval komet. Tam je uredil svojo delavnico, kjer so namestili najboljše astronomske inštrumente in kompase. Komaj 25 let po Gutenbergovi iznajdbi tiska leta 1454 je Regiomontan odprl tudi tiskarno. Hotel se je izogniti premnogim pisnim pomotam v rokopisih in objaviti najpomembnejša matematična, astronomska in fizikalna dela starega in srednjega veka, ki bi obsegala 29 klasičnih del (9 v novih latinskih prevodih), ter 22 lastnih del, kar je bila res enkratna zamisel. Natisnil pa je samo 7 knjig, kot prvo, von Peurbachovo teorijo o planetih in njegove trigonometrične tabele in pa leta 1474 lastne Efemeride z legami Sonca, Lune in planetov za vsak dan od 1475 do 1506. Kolumb je imel kopijo Efemerid na svojem četrtem potovanju in je za 29. februar 1504 z njihovo pomočjo lahko napovedal znameniti Lunin mrk.
Leta 1474 je izdal prvi nemški koledar. Regiomontan je zelo rad pisal in je bil zelo kritičen celo do sebe. Sam sebi je dajal ocene, s pohvalo in grajo. Pri reševanju ene premnogih nalog, ki jih je rad zastavljal učenim možem po vsem svetu, se je nekoč iz sebe ponorčeval z besedami: »Prenaglil si se, dragi Müller!«, nato pa je svoj račun pravilno rešil na drugem listu papirja. Zapisoval je vse, kar mu je prišlo na misel. Leta 1464 je pisal svojemu prijatelju matematiku Giovaniju Bianchiniju v Ferraro: »Prav zares sam ne vem, kam se mi bo izmuznilo pero; popisalo bo ves papir; če ga ne zadržim. Vprašanje za vprašanjem mi šine v glavo in tako lepi so problemi, ki mi prihajajo na um, da se ne morem odločiti, katerega naj se najprej lotim.« Na koncu je zapazil, da je nekaj pozabil, in dodal je še drugo in še tretjo rešitev. Predložil je bil vsega 668 nalog in podatkov, in za marsikatero nalogo po 3 do 6 različnih rešitev. Matematika je bila njegov konjiček, kjer je ogromno prispeval, astronomija pa njegova prava strast. Nekoč je pisal rektorju univerze v Erfurtu, da mora zares obžalovati, ker se dandanes imenujejo astronomi ljudje, ki so se naučili, kakorkoli izračunati gibanje zvezd, in so astronomi doma za svojo pisalno mizo, ne pa pod odprtim nebom. Kako sodobno! V svoji tiskarni ni objavil nobenega donosnega spisa o kometih, nobenega astrološkega koledarja. Toda žal so njegove astronomske koledarje že nekaj let po njegovi smrti pokvarili z astrološkimi dodatki in smetmi, zaradi česar so šli seveda bolje v denar. Nemški koledar so razširili z vrinki o učinkovanju planetov, o najugodnejšem času za puščanje krvi, sajenju čebule in korenja, o pravilih, kako ohraniti zdravje. Končno so njegovo besedilo sploh izpustili in na novo tiskali samo še astrološke vrinke, zdaj pod novimi naslovi, na primer kot Kratki izvleček po vsem svetu poznane umetnosti zvezdoznanstva magistra Janeza Königsberžana, ki je bil kasneje sprejet v Veliko knjigo o planetih. Ta je do leta 1852 doživela izredno število izdaj. Pod imenom Johann Königsberger so se pojavila vsakoletna prerokovanja vse tja do leta 1803.
Regiomontan je že prav kmalu spoznal, da ne more biti nobena napoved astrologa točna, dokler niso točno znana gibanja planetov. V tem času so astronomi uporabljali Alfonsove planetne tabele, nastale leta 1270 po nalogu Alfonsa X. (1252–1284). Njegovi astronomi so za osnovo vzeli še starejše arabske al-Zarkalijeve Toledske planetne tabele (Tablice iz Toleda), iz leta 1080, katerih trigonometrični del je leta 1135 skupaj z Ivanom Seviljskim (Johannes Hispanus) (okoli 1090–okoli 1150) prevedel Gerard da Cremona (1114–1187). Med leti od 1320 do 1330 so Alfonsove planetne tabele v Parizu nekoliko posodobili, kljub temu pa sta Regiomontan skupaj z von Peurbachom ugotovila, da so bile za njun čas že precej nenatančne. Že v času svojih dunajskih opazovanj sta odkrila razhajanja med izračunanimi in opazovanimi položaji Marsa. Merkurja tedaj navkljub vsem predhodnim računanjem sploh nista mogla več najti. Tudi njegova opazovanja Venere se niso skladala z računi. Lunin mrk je nastopal uro pozneje. Mars je od predvidene lege odstopal že za 2°, kar je enako štirikratnemu premeru polne Lune. Že leta 1563 je bila napaka za konjunkcijo Jupitra in Saturna cel mesec. Kopernikov učitelj de Novara je imenoval Regiomontana za svojega mojstra. Von Peurbachov in Regiomontanov Epitam sta uporabljala še Kopernik in Galilei.
Regiomontanov častilec, nürnberški izdelovalec sončnih ur in globusov Georg Hartmann (1489–1564) je imel v lasti listič, domnevno strgan iz nekega Regiomontanovega pisma, kjer je bilo zapisano: »... potrebno je, nekoliko spremeniti gibanje zvezd zaradi gibanja Zemlje...« Hartman je bil prepričan, da je Regiomontan verjel v gibanje Zemlje, in je listič hranil kot največji zaklad. In kaj je Regiomontan verjel v resnici? Ljudstvo je iz njega naredilo čarovnika. Pripovedovali so, da je izdelal nekakšno jekleno muho, ki mu je zletela z roke in se na njegov migljaj spet vrnila na roko. Menda je tudi imel lesenega orla in je naredil, da je ta orel iz mesta poletel cesarju nasproti, potem pa se je pred cesarjem spet vrnil v mesto. Walther, ki je Regiomontana preživel za 28 let, je objavil mojstrova in svoja opazovanja v letu po Kopernikovi smrti 1544.
Julija 1475 se je Regiomontan končno odzval vabilu papeža Siksta IV. (papež 1471–1484) in odšel v Rim, da bi pomagal pri spremembi obstoječega julijanskega koledarja, a je leto zatem umrl, ko je bil na vrhu svoje ustvarjalnosti. Če bi živel dlje, prav gotovo ne bi kasneje leta 1582 julijanskega koledarja popravili tako površno, saj je bila tedaj to ena od glavnih nalog dobrih astronomov, ne pa usmerjanje po vetru. Papež ga je leta 1475 imenoval tudi za regensburškega škofa. Še preden pa je lahko začel z opravljanjem dolžnosti, je umrl, po vsej verjetnosti za kugo ali pa so ga njegovi sovražniki celo zastrupili. Med sovražniki naj bi bili Georgijevi sinovi, ki niso mogli pozabiti Regiomontanove kritike očetovega prevoda Teonovih tolmačev o Ptolemeju. Ko je prišla novica o smrti so v Nürnbergu razglasili javno žalovanje.